# Iverny
Iverny ist eine französische Gemeinde mit 610 Einwohnern (Stand 1. Januar 2022) im Département Seine-et-Marne in der Region Île-de-France.

## Geographie
Der Ort befindet sich elf Kilometer nordwestlich von Meaux an der Landstraße D27.

## Sehenswürdigkeiten
- Kirche Saint-Martin, erbaut ab dem 13. Jahrhundert

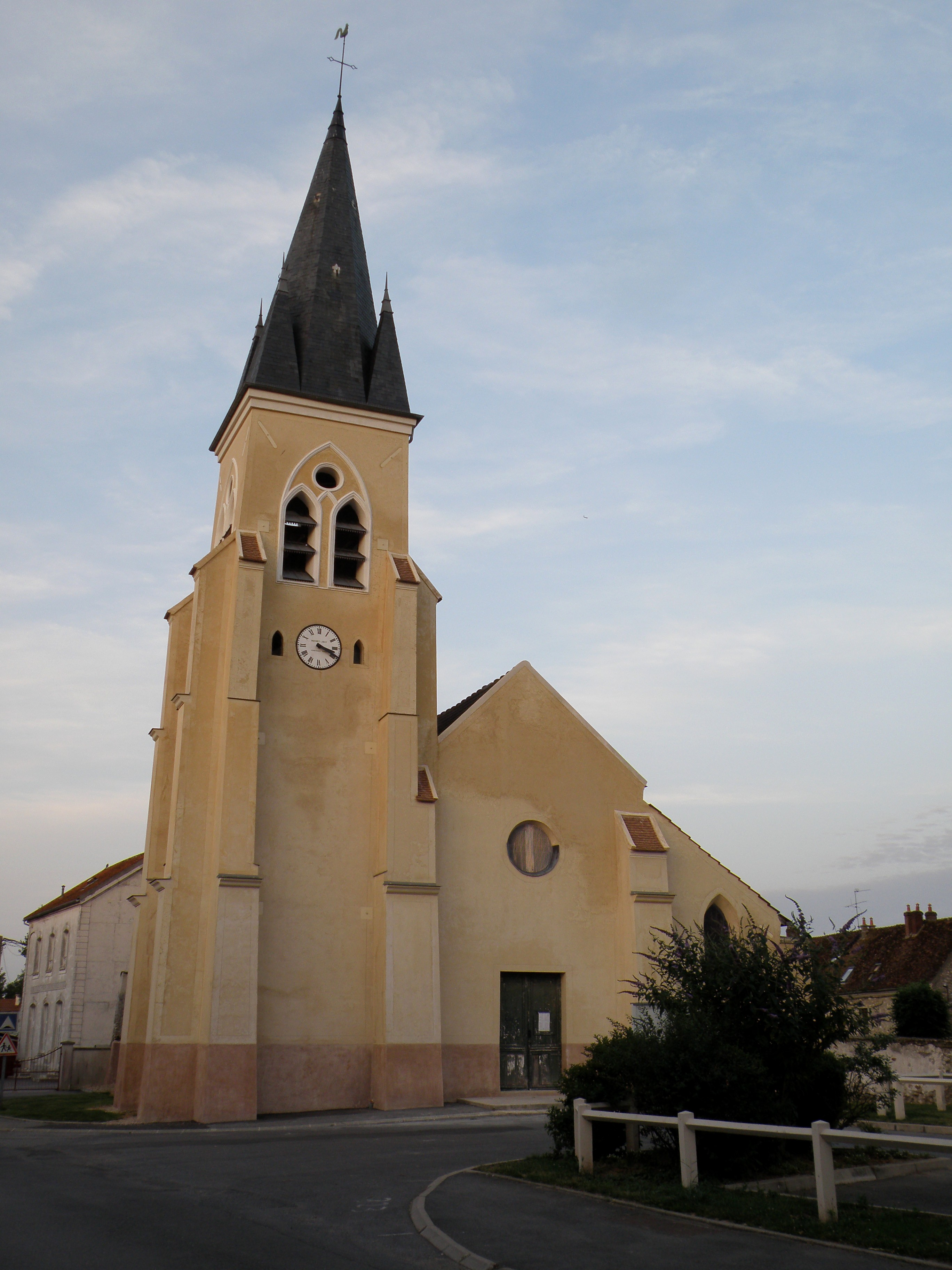
Kirche Saint-Martin